# المجلس الوطني للحد من مخاطر الكوارث وإدارتها (الفلبين)
المجلس الوطني للحد من مخاطر الكوارث وإدارتها هو مجموعة عمل تضم العديد من المنظمات الحكومية وغير الحكومية والقطاع المدني والقطاع الخاص التابعة لحكومة جمهورية الفلبين. تأسست الفلبين بموجب قانون الجمهورية رقم 10121 لعام 2010. تدار من قبل مكتب الدفاع المدني تحت وزارة الدفاع الوطني. المجلس مسؤول عن ضمان حماية ورفاهية الناس أثناء الكوارث أو الطوارئ.

## روابط خارجية
- الموقع الرسمي